# 額斑刺蝶魚
額斑刺蝶魚，俗名女王神仙，為輻鰭魚綱鱸形目鱸亞目蓋刺魚科的其中一個種。

## 分布
本魚分布於西大西洋區，包括美國、墨西哥、宏都拉斯、尼加拉瓜、貝里斯、哥斯大黎加、巴拿馬、加勒比海各島嶼、哥倫比亞、委內瑞拉、蘇利南、法屬圭亞那、蓋亞那、巴西等海域。

## 深度
水深1至70公尺。

## 特徵
本魚無論幼魚或成魚，魚體都有鮮明的藍色輪廓，只有純黃色的尾鰭例外。底色會因光線或相同種類之雜交而變異。成魚體色為金褐色或鮮艷的黃色和綠色，有錯落有緻的鱗片，鰓蓋的後部及胸鰭的基部為鮮黃色。背鰭硬棘14枚，軟條19至21枚；臀鰭硬棘3枚，軟條20至21枚。體長可達45公分。

## 生態
本魚棲息於珊瑚礁。通常單獨地或成對出現。優美地在海扇與珊瑚之間移動。屬雜食性，以藻類、苔蘚蟲、珊瑚蟲等為食。

## 經濟利用
為高經濟價值的魚類，較少當食用魚。有報告指出其體內含有雪卡魚毒。